# Centre historique de Cracovie
Le centre historique de Cracovie (en polonais Stare Miasto w Krakowie) est la partie la plus ancienne de la ville de Cracovie. N'ayant subi que peu de destructions depuis sa dévastation par les Tatars au Moyen Âge, il est riche de monuments de toutes les époques, surtout de la Renaissance, mais aussi de style baroque et néogothique (Collegium Novum). L'intérieur des bâtiments ayant aussi été préservé, les palais, églises et anciennes résidences aristocratiques de Cracovie brillent par la richesse des détails architecturaux, les vitraux, peintures et sculptures, ornementations…
Depuis 2002, les espaces libres de la ville sont investis par des constructions s'intégrant au paysage architectural de la ville et les anciennes demeures sont rénovées en conservant cette harmonie.
Parmi les centaines de monuments historiques, certains sont particulièrement intéressants comme :
- le château royal (sur la liste du patrimoine mondial de l'Unesco et dessiné par des architectes italiens de la Renaissance) et la basilique-cathédrale Saints-Stanislas-et-Venceslas de Cracovie sur la colline du Wawel où le roi Jean III Sobieski est enterré.
- la vieille ville médiévale (Stare Miasto en polonais) avec sa grand place (Rynek Główny, la plus grande place médiévale d'Europe, bordée de demeures colorées des XIVe et XVe siècles) au milieu de laquelle se trouve Sukiennice (Halle aux draps, dont le rez-de-chaussée est occupé actuellement par des boutiques d'artisanat et de souvenirs) ; côté est de la place trônent la basilique Sainte-Marie et la statue d'Adam Mickiewicz. Depuis  2010, s'étend sous la dalle de la place un musée interactif qui plonge le visiteur dans le Cracovie médiévale.
- des douzaines de vieilles églises et de musée.
- les bâtiments de l'université Jagellonne datant du XIVe siècle.
- Kazimierz, le centre historique de la vie religieuse et sociale des Juifs de la ville.

## Plan
| \| 100 m1:13 000 Wawel Sukiennice Rynek Główny Hejnał et Basilique Sainte-Marie Université Jagellonne Kazimierz ↓ Porte Saint-Florian Théâtre Juliusz Słowacki Église Saint-Barbe Musée archéologique Église Saint-André Église Saints-Pierre-et-Paul Barbacane \| monuments de la vieille ville de Cracovie (Stare Miasto) |
| 100 m1:13 000 Wawel Sukiennice Rynek Główny Hejnał et Basilique Sainte-Marie Université Jagellonne Kazimierz ↓ Porte Saint-Florian Théâtre Juliusz Słowacki Église Saint-Barbe Musée archéologique Église Saint-André Église Saints-Pierre-et-Paul Barbacane                                                                |

## Galerie

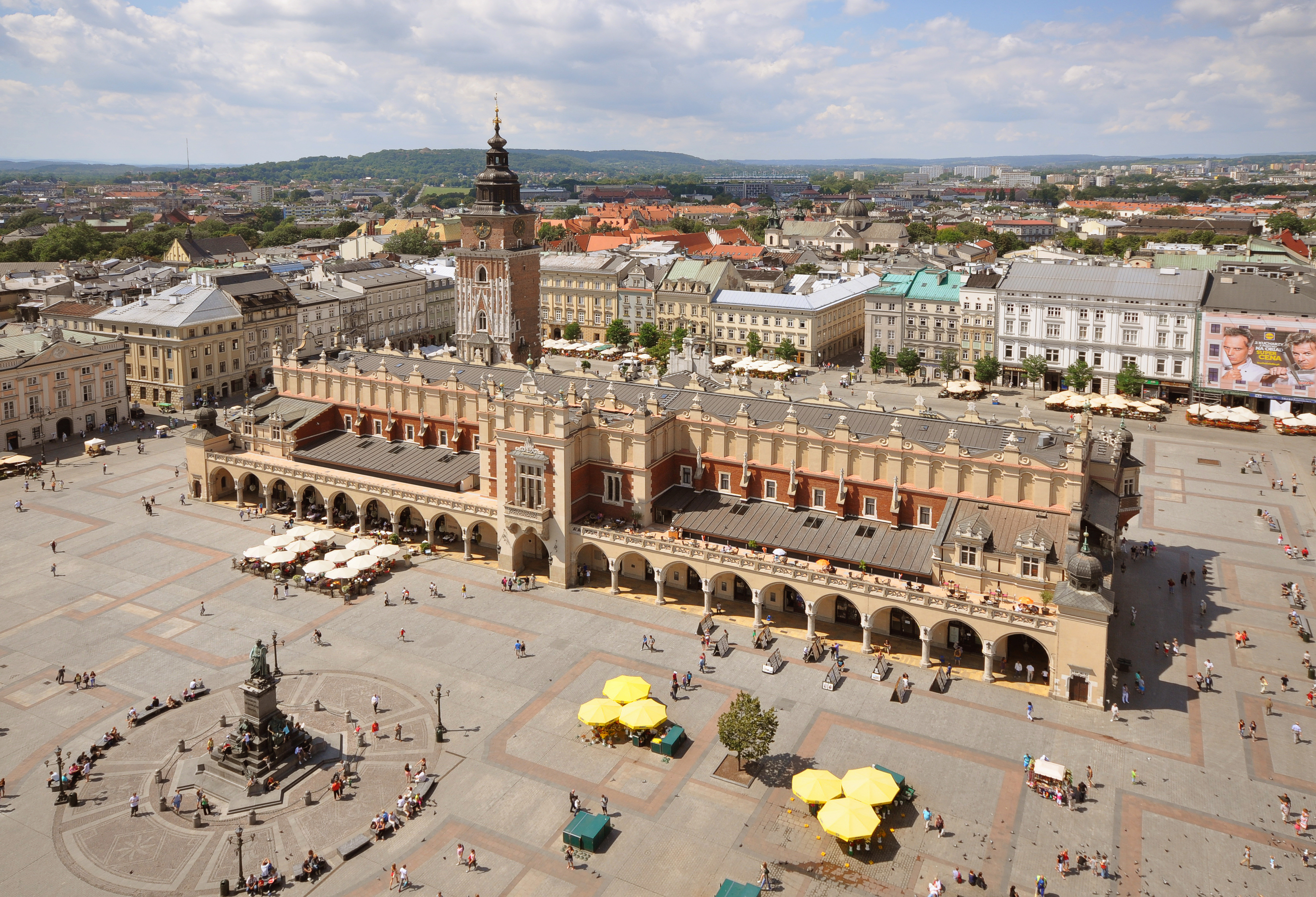
Rynek Główny (Place du marché principal)
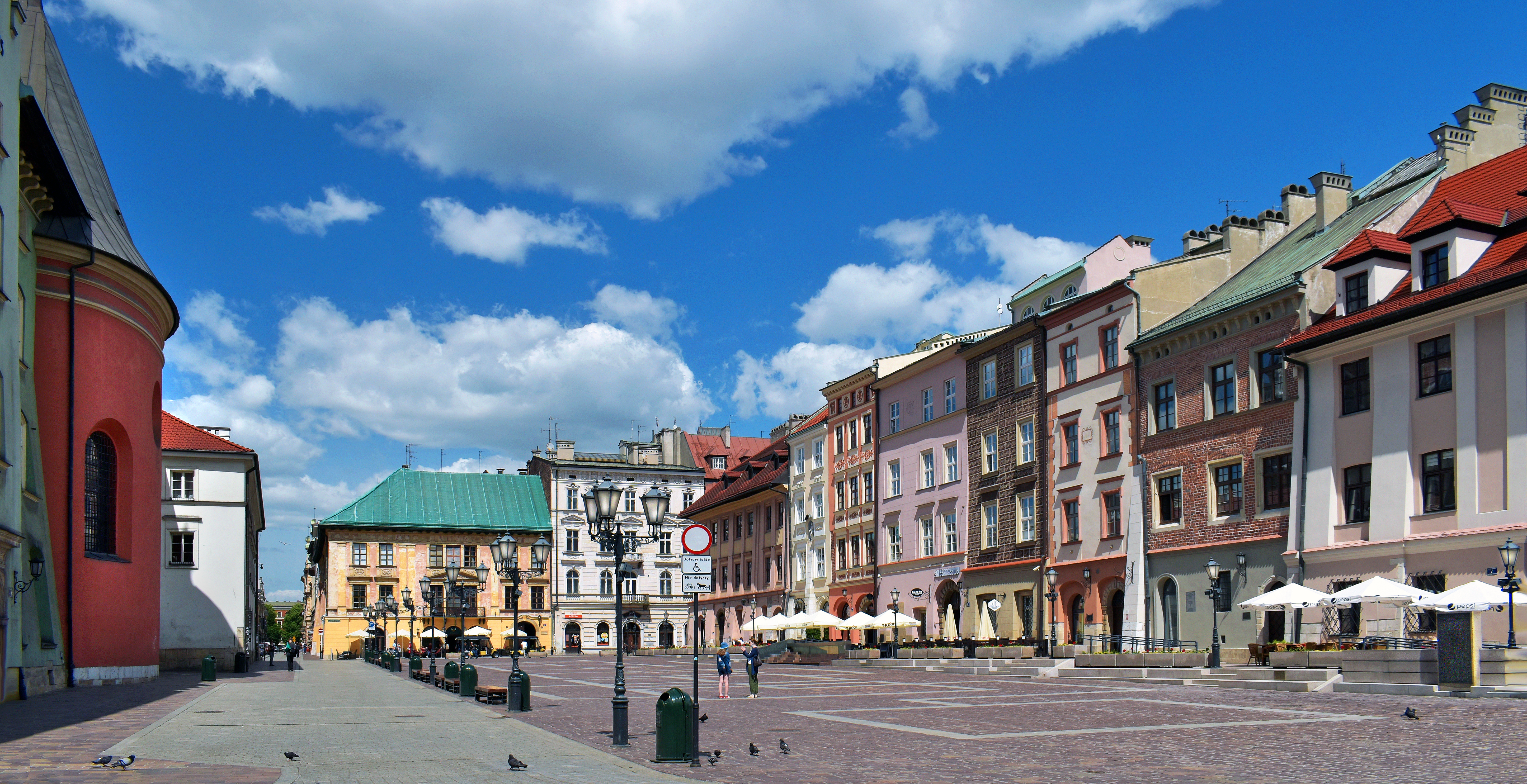
Mały Rynek (Place du Petit marché)
Sukiennice (Halle aux draps)
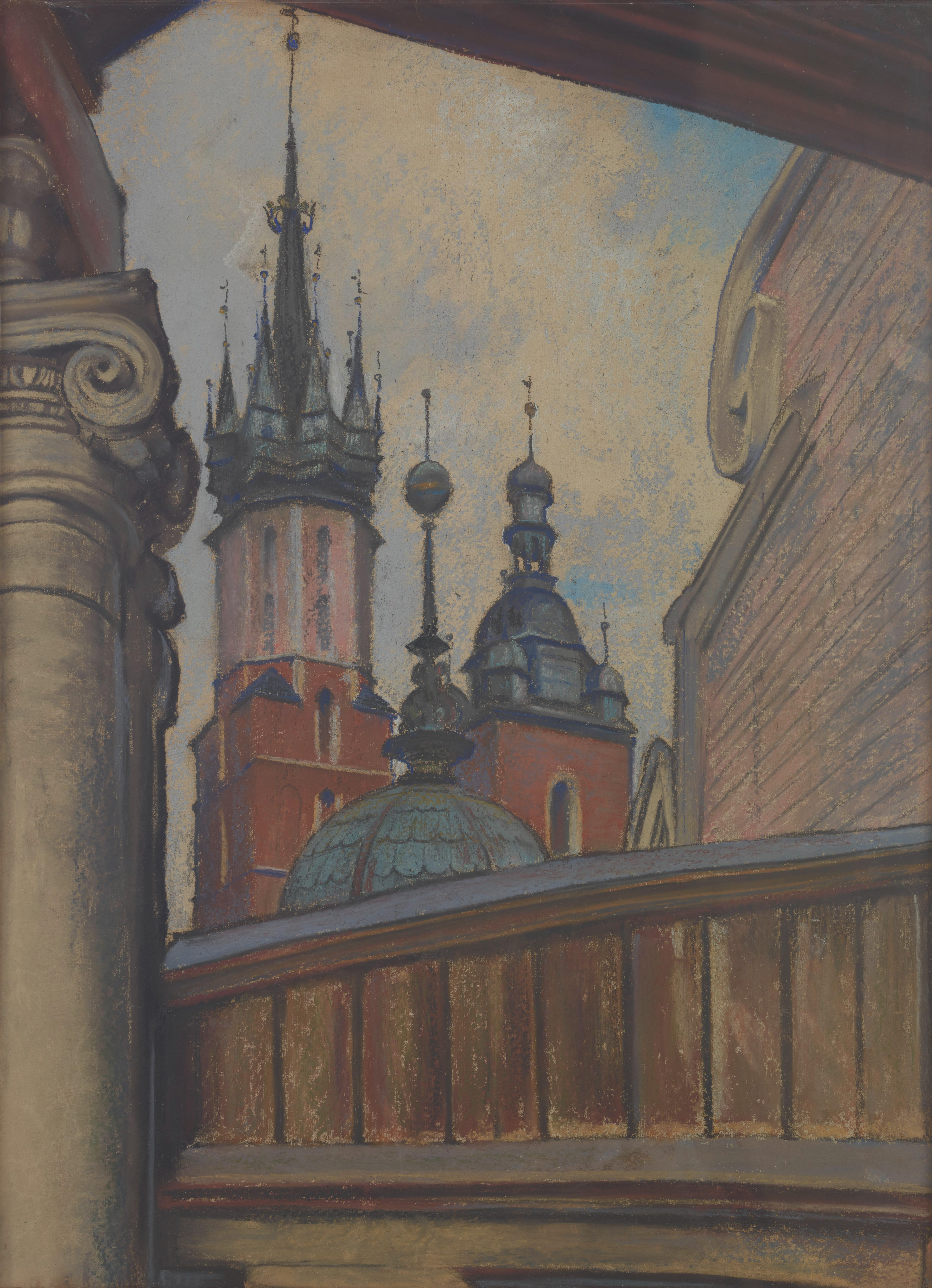
Église Ste. Marie
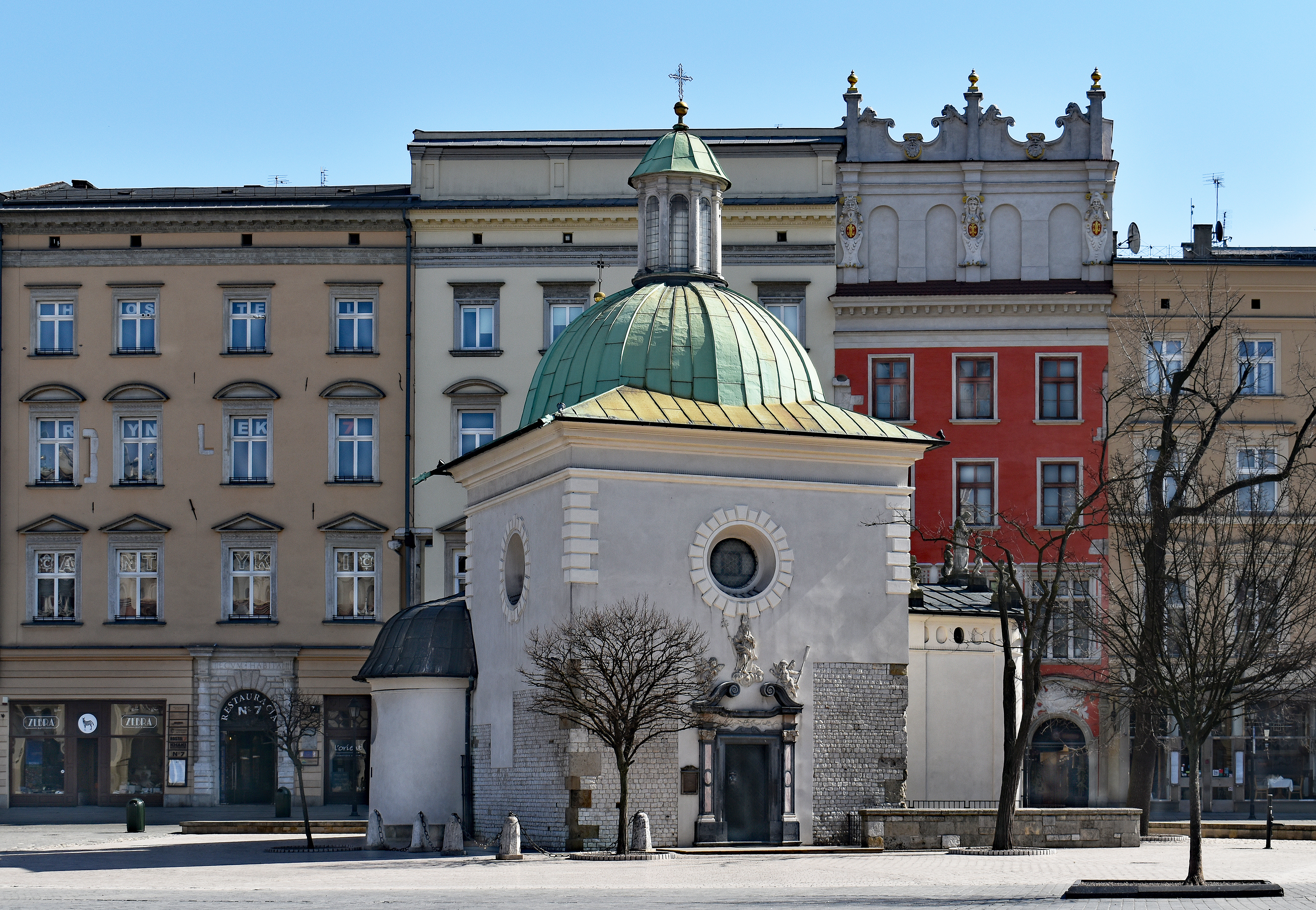
Église St. Adalbert
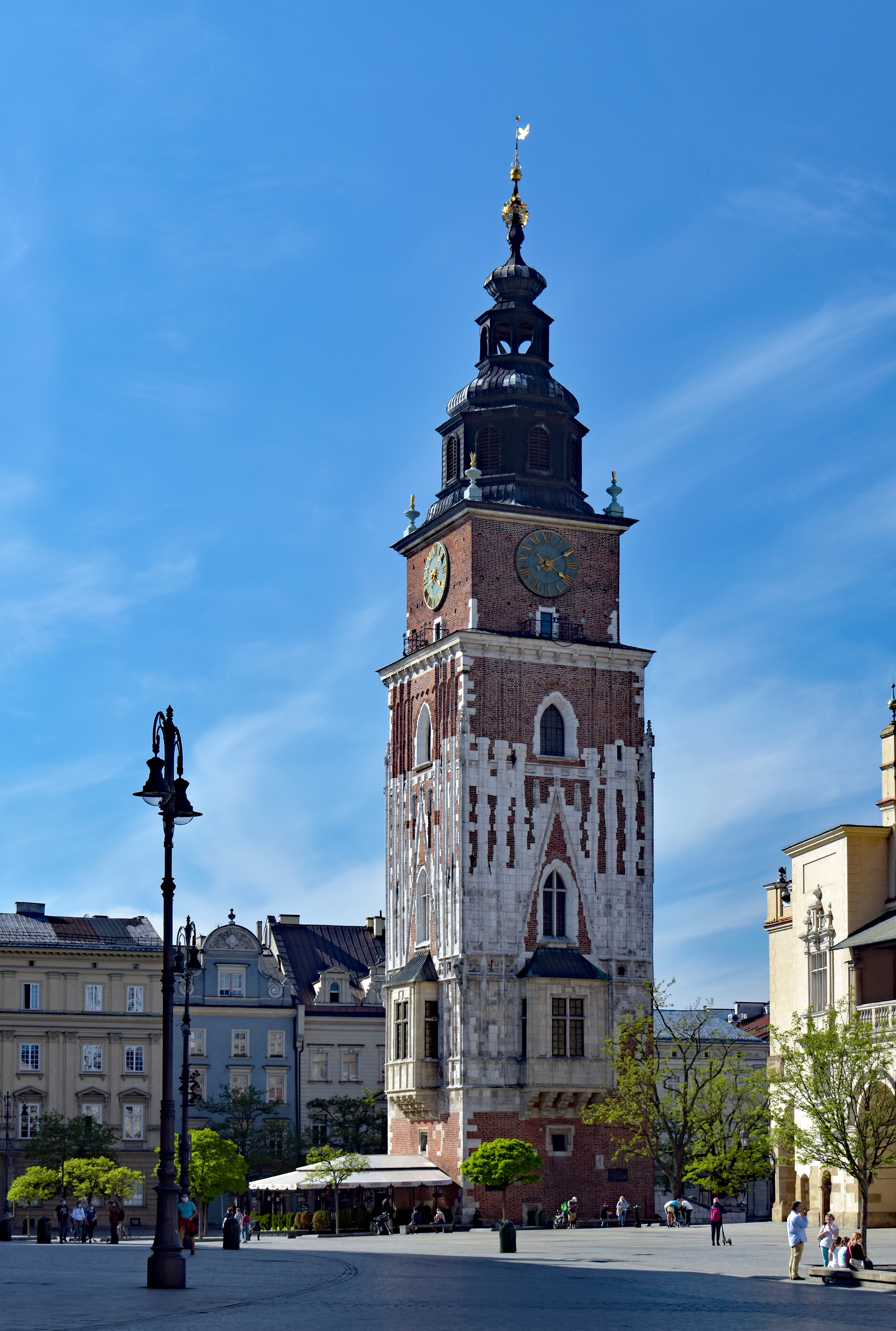
Tour de la ville
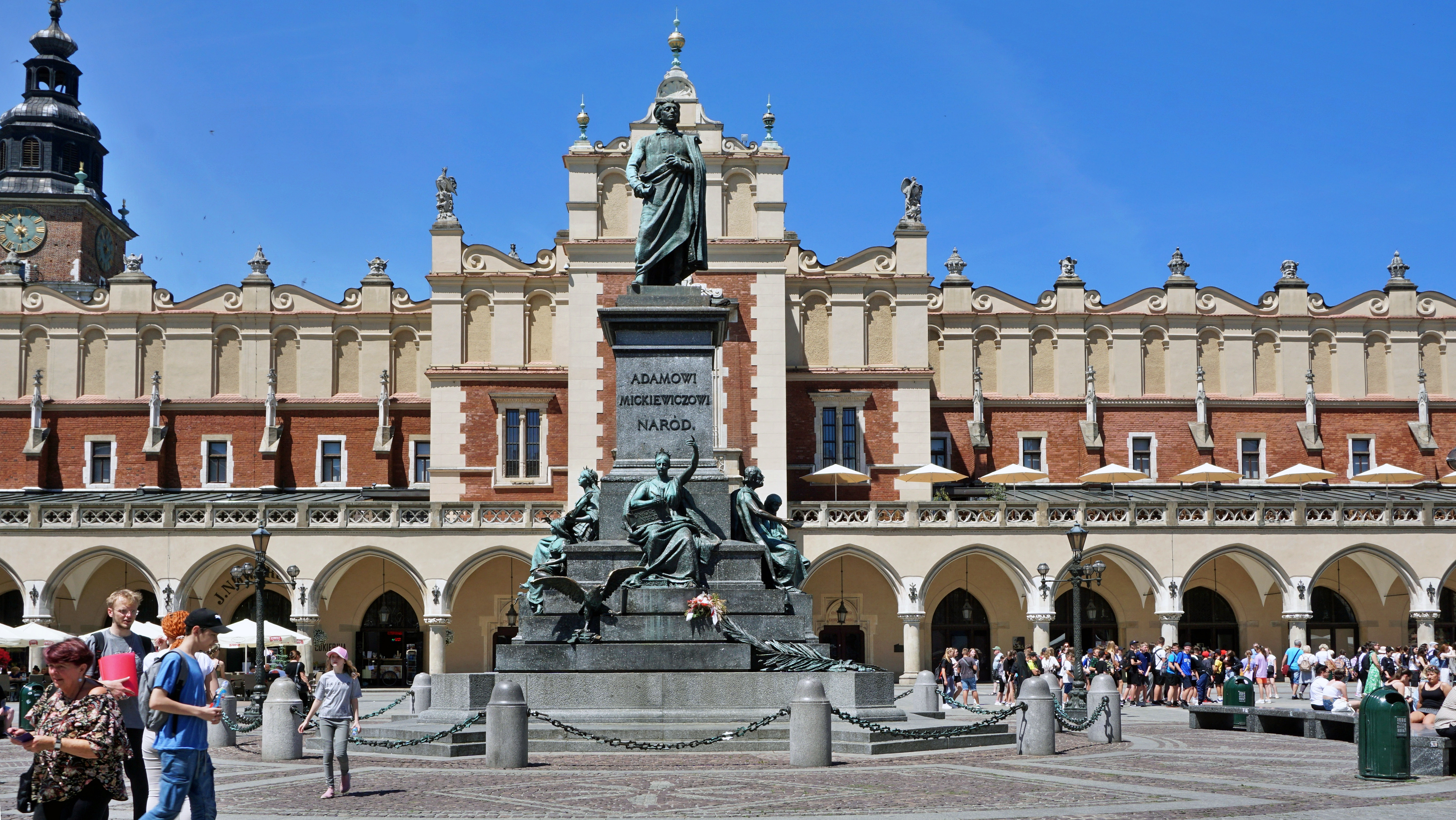
Statue d'Adam Mickiewicz
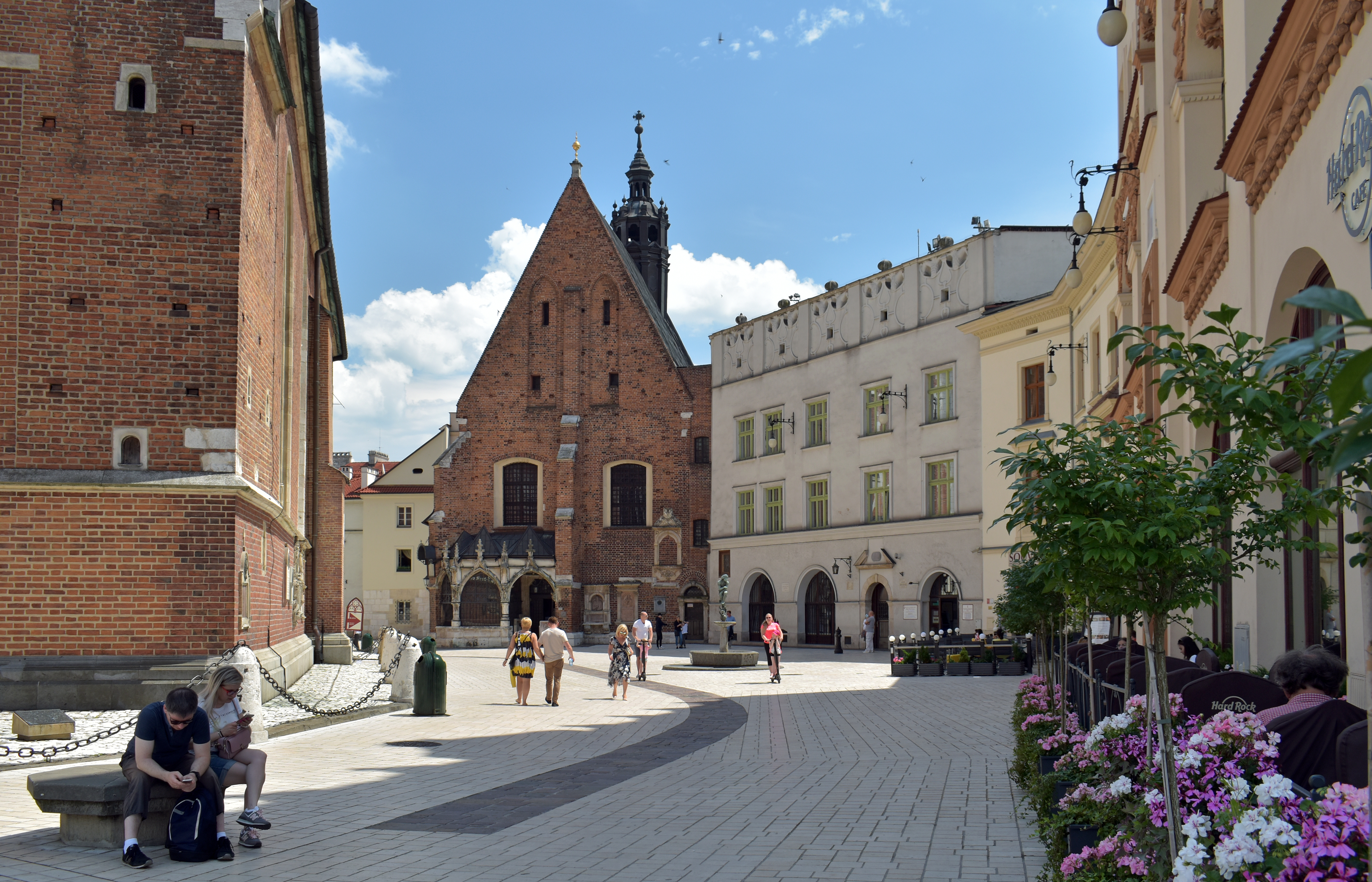
Place Mariacki
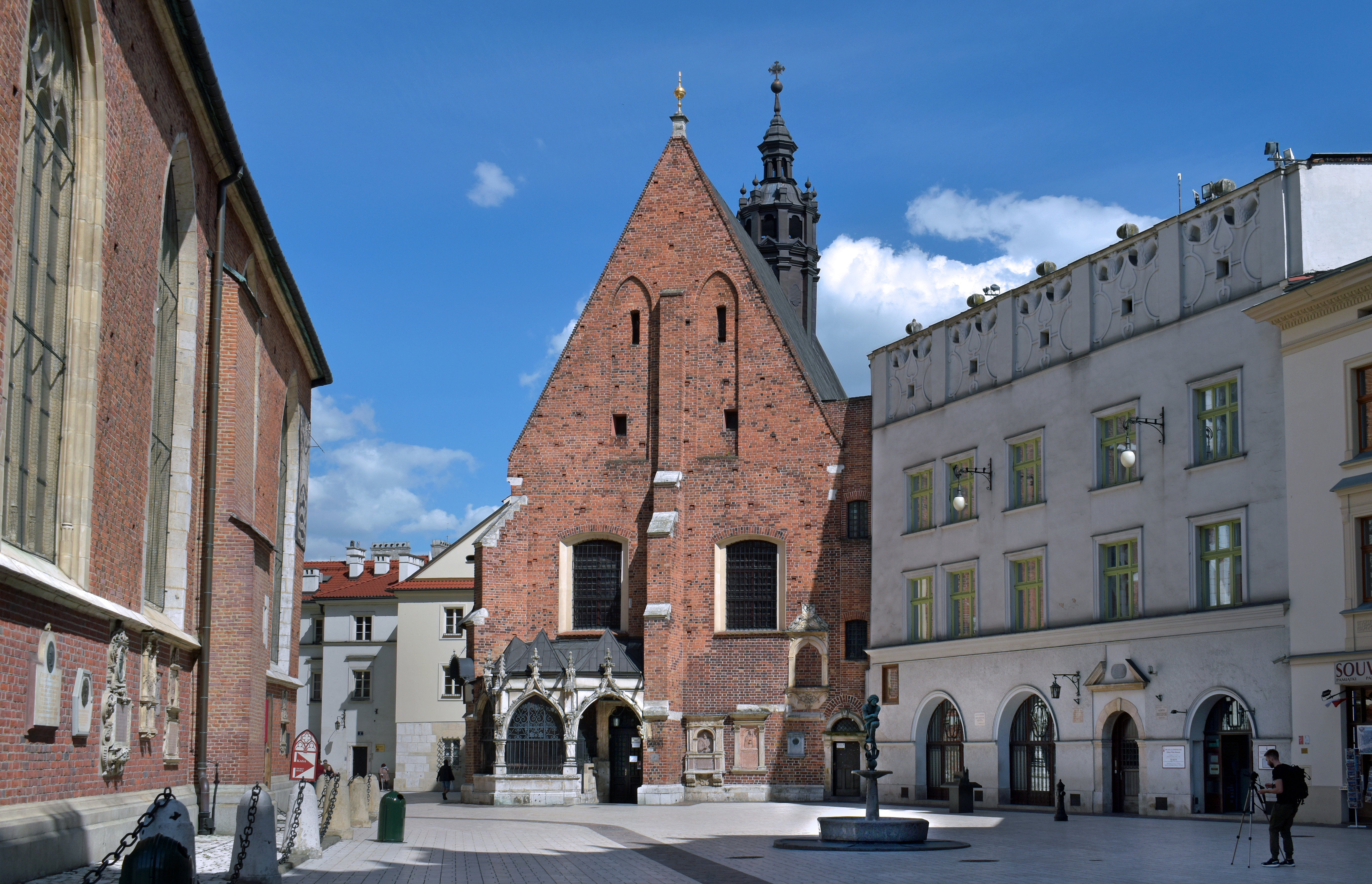
Église Ste. Barbara
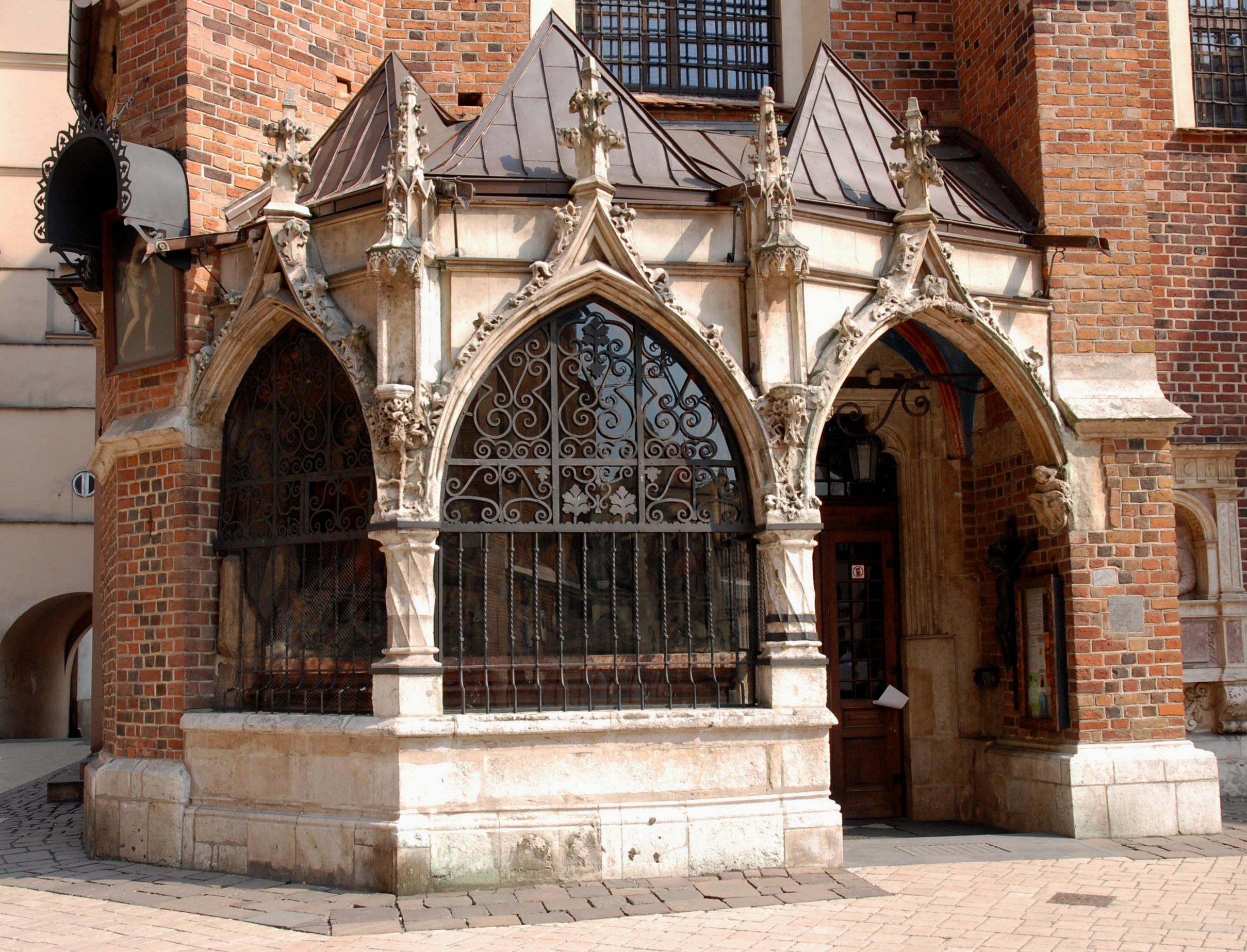
Chapelle Ste. Barbara
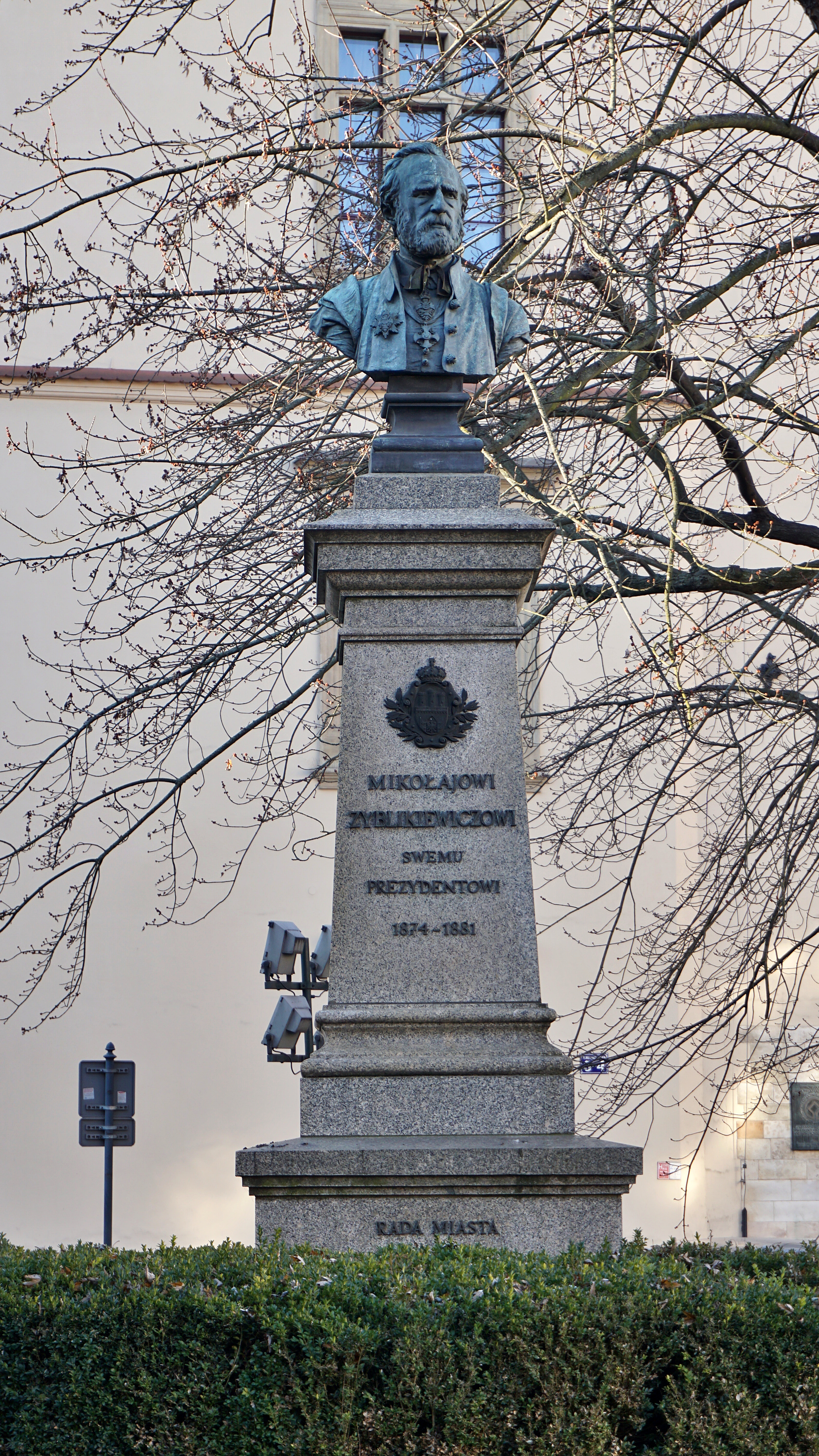
Statue de Mikołaj Zyblikiewicz
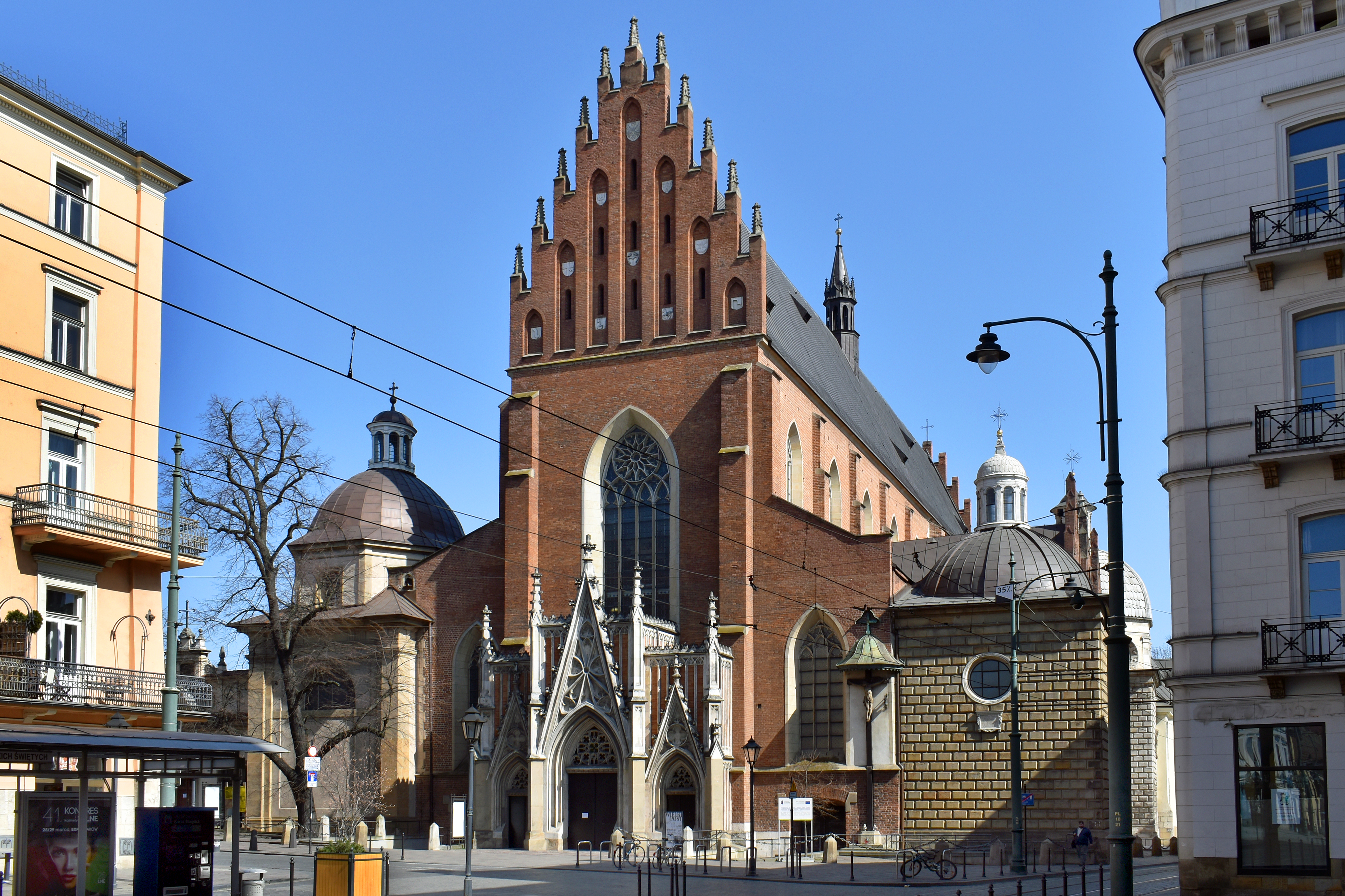
Église Trinity
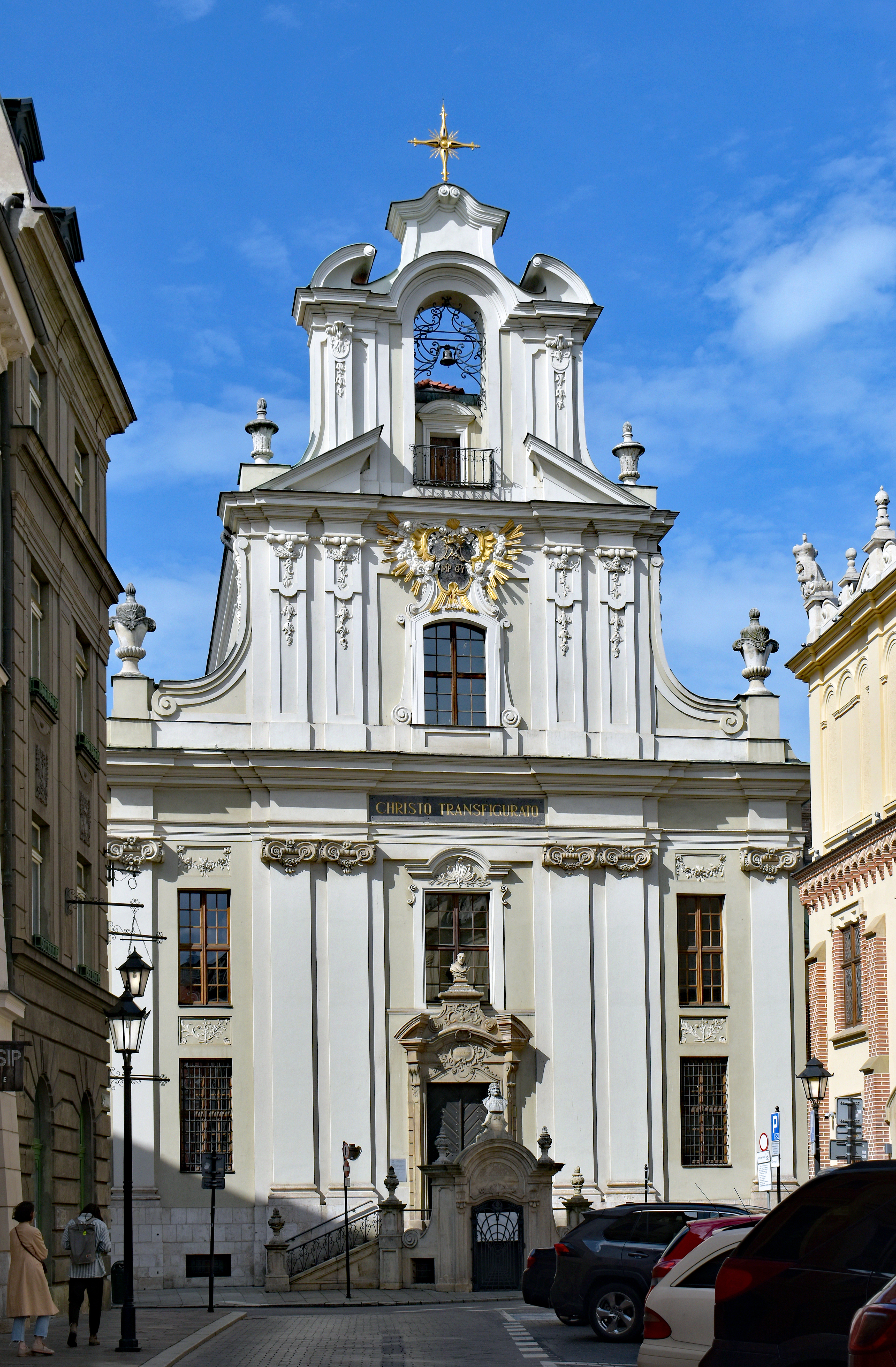
Église des Piaristes
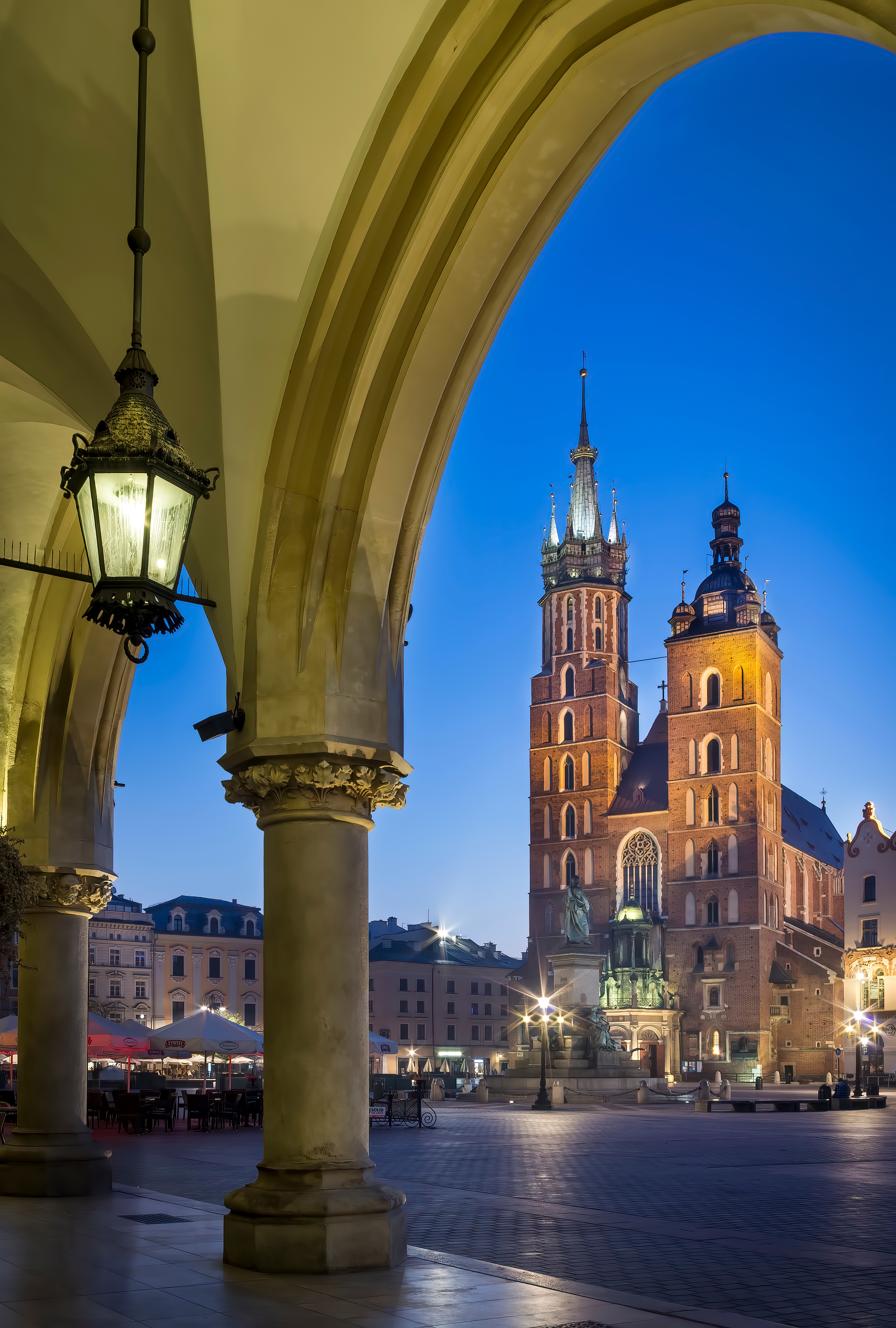
La basilique Sainte Marie dans le centre historique de Cracovie. Novembre 2013.